# P-75 (航空機)
フィッシャー P-75
P-75
- 用途：対空戦闘
- 分類：戦闘機
- 設計者：ゼネラル・モータース

フィッシャー・ボディー部門
- 製造者：ゼネラル・モータース
- 運用者：アメリカ陸軍航空軍
- 初飛行：1943年11月17日
- 生産数：12機
- 運用状況：退役

P-75は、アメリカ合衆国の自動車メーカーのゼネラル・モータースのフィッシャー・ボディ部門が、アメリカ陸軍航空軍向けに開発した戦闘機である。愛称はイーグル(Eagle)。初飛行は1943年11月17日。試作機と量産機合わせて12機生産されただけで開発は中止になった。

## 概要
1942年にアメリカ陸軍航空軍から要求のあった、大型爆撃機の護衛機として開発が開始された。既存の航空機の部品を出来る限り活用した機体の中央部にアリソンV-3420ダブルV型エンジンを搭載し、機首の二重反転式プロペラで飛ばすという意欲作だった。エンジンは大きかったために胴体中央部の配置となり、延長軸で機首のプロペラを廻している。機首は細く絞り込まれている。液冷エンジンであり、ラジエターは機体下部に設置されていた。
原型XP-75はP-40の外翼、SBDの尾翼、F4Uの脚などを利用していたが量産型P-75Aでは翼や尾翼は再設計されている。
1943年11月17日に初飛行した。しかし、エンジンの冷却不足や延長軸の振動問題や機体重心位置の異常などトラブルが続出した上に性能も芳しくなかったため、試作機と量産機合わせて12機生産されただけで開発は中止になった。

## 設計と開発

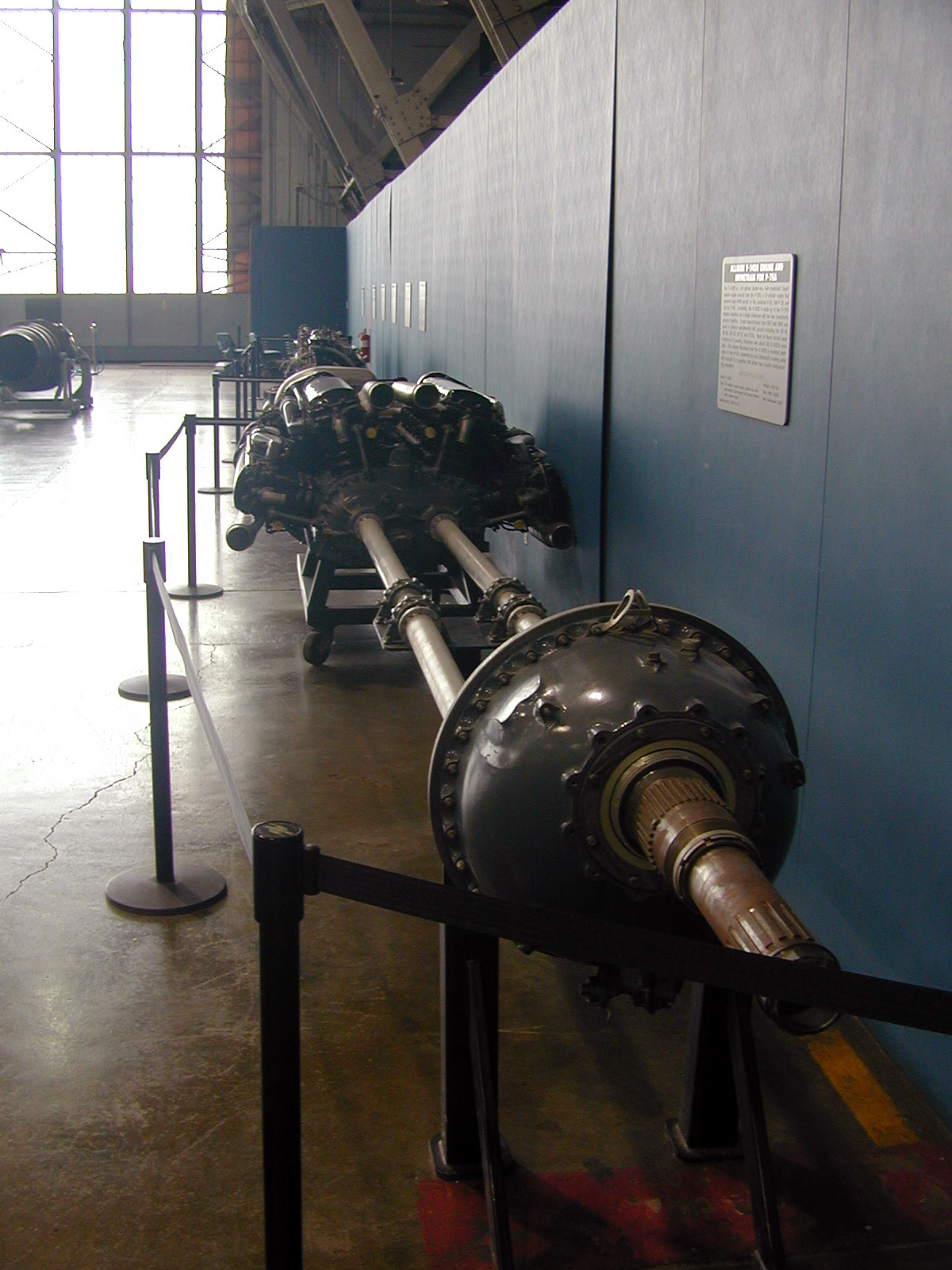
P-75Aに搭載されたV-3420とプロペラシャフト

1942年10月、アメリカ陸軍とGMのフィッシャー・ボディ部門の間で二機の高速戦闘機を試作する契約がサインされ、開発がスタートした。機体設計における基本コンセプトとして既存機種のパーツを効果的に流用することに重点が置かれた。既に大量生産された部品を効率的に使うことで、機体の価格をできうる限り抑えようとしたのがその目的である。設計の初期段階で、主な部分だけでもカーチスP-40戦闘機の外翼、ダグラスSBD爆撃機の尾翼部分、そしてチャンスヴォートF4U戦闘機の主脚を利用している。ただし外翼の部品に関しては、P-51戦闘機のものに変更されている。
また、大馬力と(速度性能のための)絞り込まれた流線型の機首を両立するため、P-40などの量産機に搭載されていた水冷エンジンV-1710を横に二基結合したV-3420エンジンを発動機として胴体中央部に搭載し、そこから延長されたシャフトで二重反転プロペラを回転させるという意欲的な方式が採用された。この構造を採用した結果、カタログスペックはエンジン最高出力2,885 PS（馬力）、武装はブローニング12.7 mm機関銃を胴体・主翼併せて10門という途方もない重戦闘機となった。これは機関銃の搭載数だけで比較すれば、当時最新鋭の爆撃機として開発が進められていたボーイングB-29爆撃機のそれに匹敵する数値であった。

## スペック
- 全長：12.3 m
- 全幅：15.0 m
- 全高：4.72 m
- 全備重量：6,263 kg
- エンジン：アリソンV-3420-23 2,885 hp×1
- 最大速度：696 km/h
- 実用上限高度：12,040 m
- 武装
  - 12.7mm機関銃×10
  - 225kg爆弾×2
- 乗員 1名